# Dmitri Iaparov
Dmitri Semyonovich Iaparov (en russe : Дмитрий Семёнович Япаров), né le 1er janvier 1986 à Mojga, en Oudmourtie, est un fondeur russe. Il est notamment médaillé d'argent en relais aux Jeux olympiques de 2014 à Sotchi.

## Carrière
Le Russe dispute sa première course officielle en fin d'année 2006, fait ses débuts en Coupe du monde au Tour de ski 2010-2011, où il est l'auteur d'une dixième place sur le sprint à Oberstdorf et obtient son premier podium au niveau continental en février 2011 en Coupe d'Europe de l'Est.
Il obtient son premier podium dans la Coupe du monde en février 2012 au relais de Nové Město na Moravě (2e).
Japarov se révèle être un outsider dans les courses par étapes comme le montre sa huitième place au Nordic Opening 2013 ou sa dix-huitième place au Tour de ski 2012. Sa première victoire importante a eu lieu en février 2013, lors du sprint par équipes à Sotchi avec Maxim Vylegzhanin, ce qui s'explique par un parcours non destiné aux purs sprinteurs. Il est sélectionné pour les Championnats du monde en 2013 à Val di Fiemme, se classant treizième du sprint et onzième du cinquante kilomètres, à chaque fois en style classique.
Lors du Nordic Opening 2014, il obtient son premier podium en étape intermédiaire de Coupe du monde en prenant la troisième place du 10 kilomètres de Kuusamo.
Lors des Jeux olympiques d'hiver de 2014, Japarov connaît son premier podium olympique avec une médaille d'argent lors du relais 4 × 10 km avec Alexander Legkov, Alexander Bessmertnykh et Maxim Vylegzhanin.
En 2017, sa médaille olympique lui est temporairement retirée à la suite de la disqualification de ses partenaires Legkov et Vylegzhanin pour dopage, qui entraîne celle du relais. Le 1er février 2018, le Tribunal Arbitral du Sport annule cette décision  à cause de preuves jugées insuffisantes pour établir une violation des règles d'antidopage, mais le CIO se réserve le droit d'en rester à sa première décision.

## Palmarès

### Jeux olympiques d'hiver
Dmitri Iaparov a remporté une médaille d'argent aux Jeux olympiques d'hiver en 2014.
| Épreuve / Édition | Sprint | Sprint                           | 15 km                            | 15 km     | Skiathlon 2 × 15 km | 50 km | Relais | Relais                             |
| Épreuve / Édition | libre  | classique                        | libre                            | classique | Skiathlon 2 × 15 km | 50 km | Sprint | 4 × 10 km                          |
| JO 2014 Sotchi    | —      | Épreuve inexistante à cette date | Épreuve inexistante à cette date | 16e       | —                   | —     | —      | Médaille d'argent, Jeux olympiques |

Légende :
- — = Iaparov n'a pas participé à l'épreuve

### Championnats du monde
| Épreuve / Édition           | Sprint                           | Sprint    | 15 km | 15 km                            | Skiathlon 2 × 15 km | 50 km | Relais | Relais    |
| Épreuve / Édition           | libre                            | classique | libre | classique                        | Skiathlon 2 × 15 km | 50 km | Sprint | 4 × 10 km |
| Mondiaux 2013 Val di Fiemme | Épreuve inexistante à cette date | 13e       | -     | Épreuve inexistante à cette date | -                   | 11e   | -      | -         |

### Coupe du monde
- Meilleur classement général : 19e en 2013.
- 3 podiums : 
  - 3 podiums en épreuve par équipes : 2 victoires et 1 deuxième place.
- 1 podium sur une étape de tour : 1 troisième place.

#### Classements par saison
| Année/Classement | Année/Classement | Général | Général | Distance | Distance | Sprint | Sprint | Tour de ski depuis 2007 | Finales depuis 2008 | Nordic Opening depuis 2011 |
| ---------------- | ---------------- | ------- | ------- | -------- | -------- | ------ | ------ | ----------------------- | ------------------- | -------------------------- |
| Année/Classement | Année/Classement | Class.  | Points  | Class.   | Points   | Class. | Points | Tour de ski depuis 2007 | Finales depuis 2008 | Nordic Opening depuis 2011 |
| 2011             | 2011             | 54e     | 115     | 46e      | 57       | 65e    | 26     | 23e                     | -                   | -                          |
| 2012             | 2012             | 36e     | 279     | 29e      | 173      | 43e    | 46     | 18e                     | 27e                 | -                          |
| 2013             | 2013             | 19e     | 368     | 28e      | 167      | 28e    | 69     | 19e                     | 21e                 | 8e                         |
| 2014             | 2014             | 36e     | 222     | 12e      | 196      | 72e    | 16     | -                       | 29e                 | 29e                        |
| 2015             | 2015             | 102e    | 34      | 60e      | 34       | -      | -      | 32e                     | -                   | 57e                        |
| 2016             | 2016             | 148e    | 2       | 95e      | 2        | -      | -      | -                       | -                   | -                          |
| 2017             | 2017             | 84e     | 54      | 53e      | 54       | -      | -      | -                       | -                   | -                          |

### Coupe d'Europe de l'Est
- 4e du classement général en 2011.
- 6 podiums, dont 1 victoire.